# Juan Almela Meliá
Juan Almela Meliá (Valencia, 1882-Ciudad de México, 1970) fue un publicista, tipógrafo, traductor, escritor y montañero español. De pensamiento socialista, se marchó del país tras la guerra civil y murió en el exilio. Su madre fue compañera durante décadas de Pablo Iglesias, de quien Almela Meliá se ha considerado hijastro.

## Biografía
Nació el 24 de mayo de 1882 en Valencia, hijo de un tipógrafo socialista. Sin embargo al poco sus progenitores se separaron y su madre, Amparo Meliá, partió con su hijo a Madrid para ser acogidos por Pablo Iglesias, con quien Amparo terminaría contrayendo matrimonio décadas más tarde. Trabajó en el Instituto de Reformas Sociales y trabó amistad con Constancio Bernaldo de Quirós, gracias al cual se aficionó al mundo del alpinismo y el excursionismo. Fue autor de numerosos artículos sobre montañismo en publicaciones periódicas de la época, además de obras de carácter literario de diversos géneros, entre ellas cuentos.
Prolífico publicista socialista, fue autor de textos de naturaleza política, participando en publicaciones periódicas como La Revista Socialista, Vida Socialista, El Socialista, La Lucha de Clases, Acción Socialista y Renovación. Durante la Primera Guerra Mundial se decantó como aliadófilo. Tras la guerra civil partió al exilio a México, a bordo del Nyassa. Falleció el 29 de junio de 1970 en Ciudad de México. Fue autor de Andanzas castellanas (1918), Pablo Iglesias: rasgos de su vida íntima (1926), Manual de reparación y conservación de libros, estampas y manuscritos (1949) e Higiene y terapéutica del libro (1956), entre otros títulos.
Contrajo matrimonio primero con Cristina Soler Rodríguez, con la que tuvo cuatro hijos —había tenido antes de casarse con ella un hijo extramatrimonial con una trabajadora doméstica— y, en segundas nupcias, con Emilia Castell Núñez, con quien tuvo como hijo al poeta Juan Almela Castell «Gerardo Deniz».